# 源氏まつり
源氏まつり（げんじまつり）は、「清和源氏発祥の地」とされる兵庫県川西市の祭り。

## 概要
毎年4月の第2日曜日に開催される。1964年の第1回目から長らく多田神社の例大祭に合わせて「川西市源氏まつり」として多田地区で開催されてきたが、清和源氏発祥の地であることの認知度を向上させることを目的として2021年度の第58回目より名称を「清和源氏まつり」に変更するとともに、会場を川西市役所やアステ川西など川西市中心部で開催することに変更した。
源満仲、源頼光、源頼信、源義家から源頼朝、源義経、源義仲、源実朝など累代の源氏の武将が登場する華麗な馬上の武者行列（懐古行列）が行われ、三御前（巴御前、常盤御前、静御前）が徒歩にて市内を練り歩く。
『平家物語』に鹿ヶ谷の密告者である多田源氏の多田行綱(源行綱)も、ここでは源満仲（多田満仲）をはじめ、摂津源氏の源頼光や、河内源氏の源義家、その子孫の源頼朝、源義経らと同格の「多田行綱」、として馬上の鎧武者姿で登場する。
2023年の第59回の源氏まつりには約18,000名が訪れた